# Expo '98

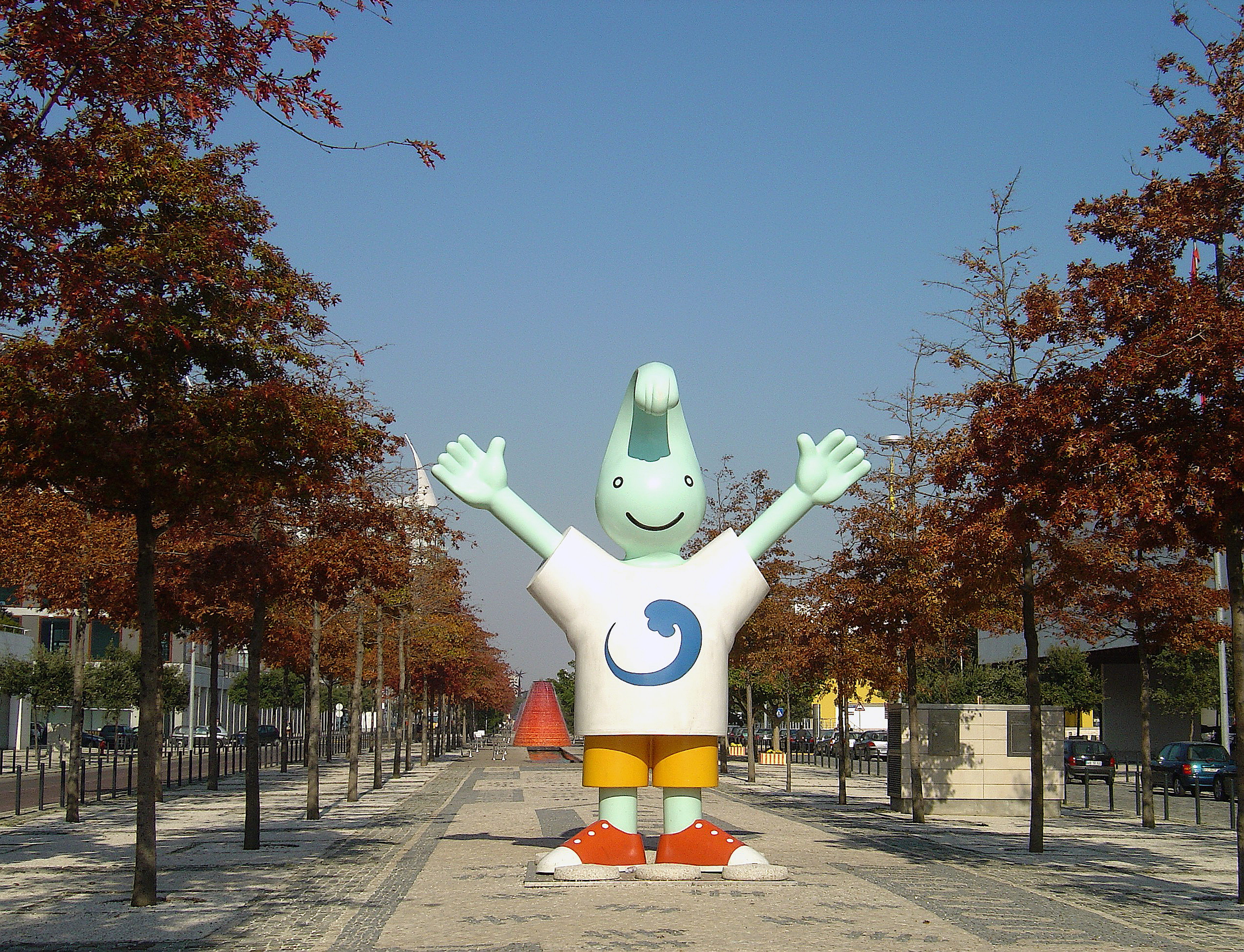
Gil, mascota de l'EXPO'98.

L'Expo '98, o Exposició Internacional del 1998, el tema de la qual va ser «els oceans: un patrimoni per al futur», va ser una Exposició Internacional Especialitzada regulada per l'Ofician Internacional d'Exposicions, que va tenir lloc a Lisboa, a Portugal, del 22 de maig fins al 20 de setembre del 1998. El tema volia retre homenatge a tots els exploradors portuguesos que van participar en la descoberta de nous continents durant les exploracions de l'època moderna. L'exposició va ser una oportunitat única per a Portugal atès que havia sortit feia poc temps d'una dictadura militar i ara tenia l'oportunitat de demostrar al món els progressos que s'havia fet al país, a més de demostrar el caràcter obert i democràtic d'aquest Nou Portugal sorgit després de la Revolució dels Clavells. Gràcies a l'exposició Lisboa va desenvolupar-se fortament i avui encara queden restes de l'exposició com ara el Parque das Nações o la Torre Vasco da Gama.